# Dr. Pfleger Arzneimittel
Die Dr. Pfleger Arzneimittel GmbH (kurz: Dr. Pfleger; bis 2018 Dr. R. Pfleger Chemische Fabrik GmbH) ist ein von Robert Pfleger im Jahr 1945 in Bamberg gegründetes mittelständisches deutsches Pharmaunternehmen. Dr. Pfleger produziert und vermarktet etwa 60 Fertigarzneimittel und Medizinprodukte insbesondere in den Bereichen Urologie und Dermatologie sowie OTC-Arzneimittel und Körperpflegemittel.
Nach dem Tod des Firmengründers und Inhabers Robert Pfleger gingen alle Anteile der Firma 1974 in vollem Umfang an die Doktor Robert Pfleger-Stiftung über. Diese unterstützt die medizinische Forschung sowie karitative Einrichtungen.

## Forschung und Entwicklung
1968 entwickelte das Unternehmen das Spasmolytikum Trospiumchlorid (Spasmex). Weitere Produkte von Dr. Pfleger sind ein Schmerz- und Fiebermittel auf der Basis von Acetylsalicylsäure (Godamed), das auch zur Hemmung der Thrombozytenaggregation eingesetzt wird, das Nystatin-Antimykotikum Biofanal sowie das Aknemittel Nadixa. 
Einen hohen Bekanntheitsgrad unter den rezeptfreien Produkten haben vor allem das Schmerzmittel Neuralgin (Kombipräparat mit Acetylsalicylsäure, Coffein und Paracetamol, Einführung 1952) und das Erkältungspräparat mit Primelwurzelextrakt Ipalat (Einführung 1937) erreicht.

## Doktor Robert Pfleger-Stiftung
Durch testamentarische Verfügung vom 19. Juli 1970 bestimmte Robert Pfleger, dass sein pharmazeutisches Unternehmen sowie alle seine weiteren Vermögenswerte in eine Stiftung eingebracht werden sollen. Am 24. September 1974 erfolgte die Stiftungserrichtung nach dem Bayerischen Stiftungsgesetz. Die Dr. Pfleger GmbH befindet sich heute zu 100 % im Besitz der Doktor Robert Pfleger-Stiftung.
Die Stiftung ist eine gemeinnützigen Zwecken dienende Stiftung in privater Unternehmensträgerschaft. Alle Stiftungserträge dienen laut Satzung ausschließlich der
- Förderung medizinischer Forschungsvorhaben an Hochschulen, wissenschaftlichen Einrichtungen und Einrichtungen des Gesundheitswesens,
- Erfüllung sozial-caritativer Zwecke, insbesondere auf dem Gebiet der Jugend- und Altenfürsorge sowie der
- Vergabe des Robert Pfleger-Forschungspreis (im Abstand von zwei Jahren, dotiert mit 50.000 Euro. Es handelt sich um einen der höchstdotierten Preise im deutschen Medizinbereich.)